# Nick Gates
Nick Gates (Sydney, 10 marzo 1972) è un dirigente sportivo ed ex ciclista su strada australiano, attivo dal 1996 al 2008.

## Palmarès

### Strada
- 1996 (ZVVZ-Giant, due vittorie)

Campionati australiani, Prova in linea Elite
Classifica generale Commonwealth Bank Classic
- 1997 (ZVVZ-Giant, una vittoria)

1ª tappa Tour of Tasmania
- 1998 (Die Continentale-Olympia, una vittoria)

12ª tappa Commonwealth Bank Classic
- 1999 (Die Continentale-Olympia, una vittoria)

3ª tappa Tour of Japan (Shuzenji > Shuzenji)

#### Altri successi
- 1996 (ZVVZ-Giant)

Pacific Power Bank Classic
- 1999 (Die Continentale-Olympia)

Criterium Brisbane
- 2000 (Hohenfelder-Concorde)

Criterium Nerang
Criterium Harsewinkel
- 2001 (Agro Adler Brandenburg)

Criterium Nerang
Criterium Neuss
- 2004 (Lotto-Domo)

Criterium Burleigh
- 2006 (Davitamon-Lotto)

Criterium Surfers Paradise
- 2007 (Predictor-Lotto)

1ª tappa, 2ª semitappa Settimana Internazionale di Coppi e Bartali (Misano Adriatico, cronosquadre)
- 2008 (Silence-Lotto)

Nick Gates Classic

## Piazzamenti

### Grandi Giri
- Giro d'Italia

2003: fuori tempo massimo (18ª tappa)
2004: 113º
2005: non partito (14ª tappa)
2006: 131º
2007: 126º
2008: 139º
- Tour de France

2003: ritirato (16ª tappa)
2004: fuori tempo massimo (1ª tappa)
- Vuelta a España

2005: 120º

### Competizioni mondiali
- Campionati del mondo

Verona 1999 - In linea Elite: ritirato
Zolder 2002 - In linea Elite: ritirato
Salisburgo 2006 - In linea Elite: ritirato